# Never Trust a Pretty Face
Albums de Amanda Lear
Sweet Revenge Diamonds for Breakfast
Never Trust a Pretty Face est le troisième album studio d'Amanda Lear, sorti en 1979.

## Titres

### Édition originale
- Face A :

1. Fashion Pack (Studio 54) (Anthony Monn / Amanda Lear) 5:05
2. Forget It (Anthony Monn / Amanda Lear) 4:10
3. Lili Marleen (Norbert Schultze - Hans Leip - English lyrics: Tommy Connor) titre mi-anglais - mi-allemand 4:40
4. Never Trust A Pretty Face (Anthony Monn / Amanda Lear) 4:45

- Face B :

1. The Sphinx (Anthony Monn / Amanda Lear) 4:20
2. Black Holes (Anthony Monn / Amanda Lear) 5:00
3. Intellectually (Charly Ricanek / Amanda Lear) 4:15
4. Miroirs, (Amanda Lear) 2:00
5. Dreamer (South Pacific) (Rainer Pietsch / Amanda Lear) 5:10

Durée totale : 39.25

### Éditions alternatives
- Dans l'édition originale la chanson Miroirs est interprétée en français, mais il existe une version de ce titre en anglais (Mirors) uniquement proposée au Royaume-Uni sur le picture-disque de l'album (Ariola référence ARLPX5020, UK pic-disc).
- En France la version de Lili Marleen est en allemand pour moitié et en français pour l'autre moitié (WEA/Eurodisc 913 256 (200 017)).

## Production
| Format   | Pays           | Label             | Référence          | Date de sortie |
| -------- | -------------- | ----------------- | ------------------ | -------------- |
| Vinyle   | Allemagne      | Ariola            | 200 017-320        | 1979           |
| Cassette | Allemagne      | Ariola            | 400 017-352        | 1979           |
| Vinyle   | France         | Eurodisc          | 913256             | 1979           |
| Cassette | France         | Eurodisc          | 914256             | 1979           |
| Vinyle   | Italie         | Ariola            | ZPLAR 34067        | 1979           |
| Vinyle   | Espagne        | Ariola            | 200 017            | 1979           |
| Vinyle   | Grèce          | Epic              | 83651              | 1979           |
| Vinyle   | Japon          | Columbia/ Ariola  | YX 7230 K          | 1979           |
| Vinyle   | Royaume-Uni    | Ariola            | ARL 5020           | 1979           |
| Vinyle   | Royaume-Uni    | Ariola            | ARLPX 5020 1       | 1979           |
| Vinyle   | Argentine      | Ariola            | 2430 - SUP-80.040. | 1979           |
| Vinyle   | Canada         | Inter-Global/Epic | PEC-90536          | 1979           |
| Vinyle   | Afrique du Sud | Ariola            | ARC 2034           | 1979           |
| CD       | Russie         | CD Maximum        | 001 2              | 2001           |
| CD       | Russie         | CD Maximum        | 002 3              | 2001           |

- 1 picture disc
- 2 Never Trust a Pretty Face / Diamonds for Breakfast, CD Maximum 001, Russie.
- 3 Sweet Revenge / Never Trust a Pretty Face, CD Maximum 002, Russie.

## Classements
| Classement (1979)      | Meilleure position |
| ---------------------- | ------------------ |
| Allemagne              | 24                 |
| Canada (Albums Disco ) | 20                 |
| France,                | 8                  |
| Suède                  | 20                 |

## Singles extraits de l'album
- The Sphinx - 1978 (#19  Allemagne)
- Fashion Pack (Studio 54) - 1979 (#13  Suède, #24  Allemagne, #33  Italie, #50  Pays-Bas)
- Lili Marleen - 1979